# Hygrocybe miniata
Hygrocybe miniata, comúnmente conocido como cera bermellón. Es un hongo pequeño, de color rojo brillante o rojo anaranjado del género Hygrocybe. Es una especie cosmopolita, que se encuentra en todo el mundo. En Europa, se encuentra en campos, brezales arenosos o pastizales comunes en otoño. Se encuentra en la selva tropical y en bosques de eucaliptos, así como en los brezales de Australia.

## Descripción
La tapa es convexa inicialmente, pero luego se aplana y se deprime con bordes ondulados. El centro de los cuerpos fructíferos maduros es notablemente escamoso. Esta característica es notable en muestras secas, que no han recibido lluvia. El color del sombrero es naranja escarlata con un margen estriado amarillo y mide entre 0,5 y 3,5 cm de diámetro. Las láminas son anaranjadas, adnatas (con un amplio apego al tallo) o ligeramente decurrentes; ampliamente espaciados y algo muescados. La carne es naranja, y carece de olor. La impresión de esporas es blanca y las esporas elipsoides miden 7–9 x 4–5 μm.

## Distribución
Hygrocybe miniata es una especie cosmopolita, siendo registrada en la mayoría de las zonas templadas. Ha sido recolectado en Gran Bretaña, Europa, América, y en zonas equivalentes del hemisferio sur, como el este y el sur de Australia, donde se ha registrado en Queensland, Nueva Gales del Sur, Victoria y Tasmania.

## Taxonomía
Hygrocybe miniata fue descrito por primera vez por el micólogo sueco Elias Magnus Fries como Agaricus miniatus en 1821, antes de ser rebautizado por el mismo autor en 1838 como Hygrophorus miniatus. El micólogo alemán Paul Kummer lo asignó al género Hygrocybe en 1871. El epíteto específico miniata proviene de "miniat", que significa "pintado con mina roja".